# Ampelocissus leonensis
Ampelocissus leonensis är en vinväxtart som först beskrevs av Joseph Dalton Hooker, och fick sitt nu gällande namn av Jules Émile Planchon. Ampelocissus leonensis ingår i släktet Ampelocissus och familjen vinväxter. Inga underarter finns listade i Catalogue of Life.